# Tennistoernooi van Nottingham 2025

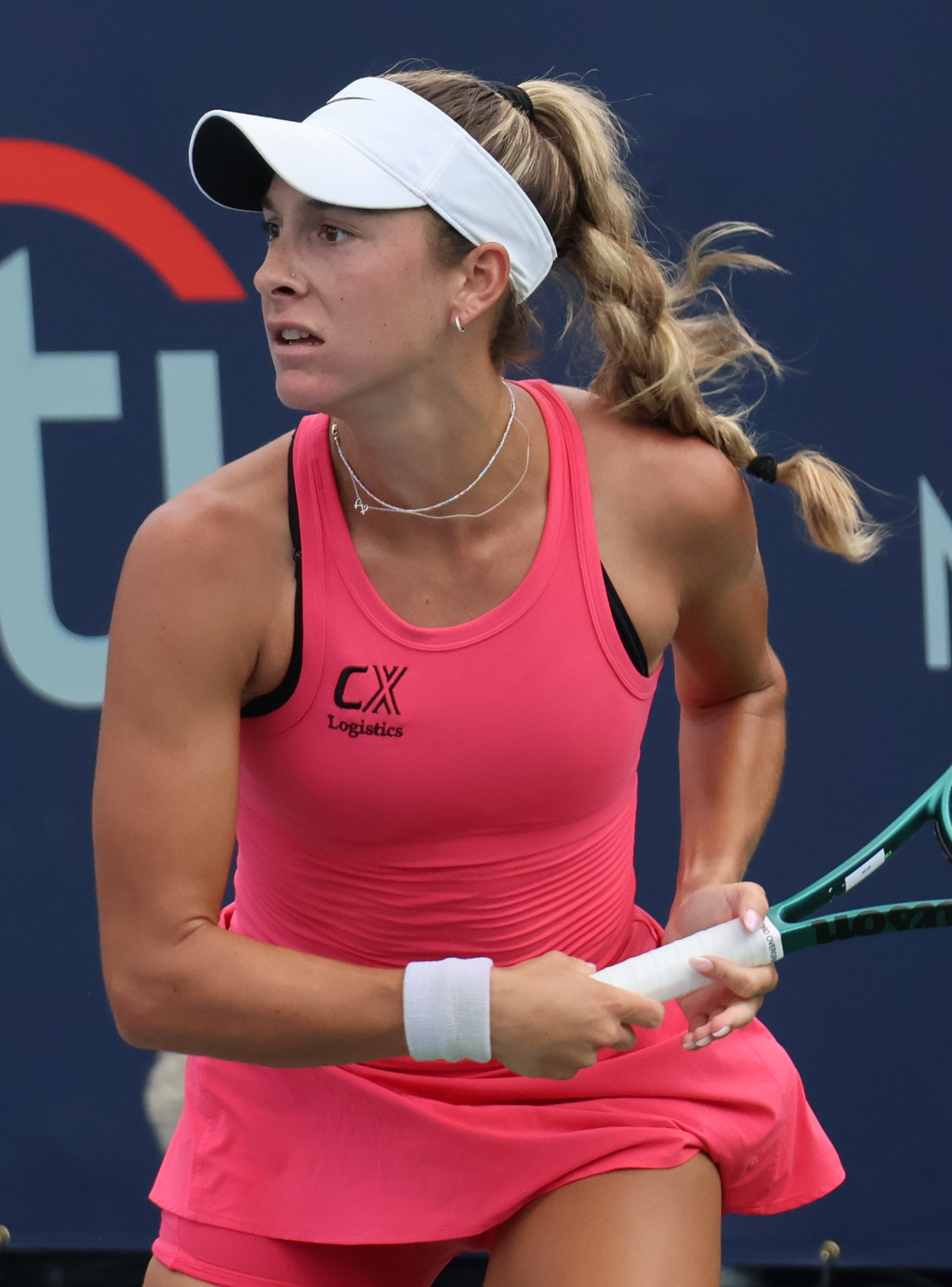
Winnares McCartney Kessler

Het tennistoernooi van Nottingham van 2025 werd van zondag 15 tot en met zondag 22 juni 2025 gespeeld op de grasbanen van het Nottingham Tennis Centre in de Engelse stad Nottingham. De officiële naam van het toernooi was Lexus Nottingham Open.
Het toernooi bestond uit twee delen:
- WTA-toernooi van Nottingham 2025, het toernooi voor de vrouwen (16–22 juni)
- een challenger-toernooi voor de mannen (15–21 juni)

| Nottingham        | juni 2025 | juni 2025 | juni 2025 | juni 2025 | juni 2025   | juni 2025    | juni 2025 |
| Nottingham        | maa 16    | din 17    | woe 18    | don 19    | vrĳ 20      | zat 21       | zon 22    |
| ----------------- | --------- | --------- | --------- | --------- | ----------- | ------------ | --------- |
| vrouwenenkelspel  | 1e ronde  | 1e ronde  | 2e ronde  | 2e ronde  | kwartfinale | halve finale | finale    |
| vrouwendubbelspel | 1e ronde  | 1e ronde  | 1e ronde  | 2e ronde  | 2e ronde    | halve finale | finale    |

ATP-toernooi van Nottingham – WTA-toernooi van Nottingham

2015 · 2016 · 2017 · 2018 · 2019 · 2020 · 2021 · 2022 · 2023 · 2024 · 2025